# Villanueva de las Manzanas
Villanueva de las Manzanas é um município da Espanha na província de León, comunidade autónoma de Castela e Leão, de área 32,04 km² com população de 558 habitantes (2004) e densidade populacional de 17,42 hab/km².

## Demografia
| Variação demográfica do município entre 1991 e 2004 | Variação demográfica do município entre 1991 e 2004 | Variação demográfica do município entre 1991 e 2004 | Variação demográfica do município entre 1991 e 2004 |
| --------------------------------------------------- | --------------------------------------------------- | --------------------------------------------------- | --------------------------------------------------- |
| 1991                                                | 1996                                                | 2001                                                | 2004                                                |
| 677                                                 | 656                                                 | 591                                                 | 558                                                 |